# Gällared
Gällared est un village et paroisse de la commune suédoise de Falkenberg, dans la province du Halland. Le village a une population de 84 habitants (2020).
La route départementale N716, qui relie Gällared à Askome, a été élue plus belle route de Halland par l'administration suédoise des routes.

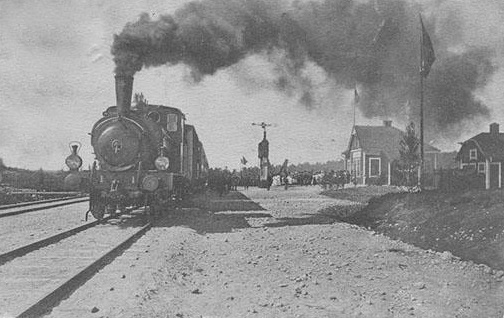
Train du WbÄJ à la gare de Gällared (1911).

## Histoire
De 1911 à 1961, il y avait à Gällared une gare de la ligne de chemin de fer Varberg-Ätran (WbÄJ).